# Mobridge (Dacota do Sul)
Mobridge é uma cidade localizada no estado norte-americano de Dacota do Sul, no Condado de Walworth.

## Demografia
Segundo o censo norte-americano de 2000, a sua população era de 3574 habitantes.
Em 2006, foi estimada uma população de 3231, um decréscimo de 343 (-9.6%).

## Geografia
De acordo com o United States Census Bureau tem uma área de
4,6 km², dos quais 4,6 km² cobertos por terra e 0,0 km² cobertos por água.

## Localidades na vizinhança
O diagrama seguinte representa as localidades num raio de 36 km ao redor de Mobridge.